# Bodalla
Bodalla är en ort i Australien. Den ligger i kommunen Eurobodalla och delstaten New South Wales, i den sydöstra delen av landet, omkring 270 kilometer sydväst om delstatshuvudstaden Sydney. Antalet invånare är 960.
Trakten är glest befolkad. Närmaste större samhälle är Narooma, omkring 16 kilometer sydost om Bodalla. Genomsnittlig årsnederbörd är 1 305 millimeter. Den regnigaste månaden är april, med i genomsnitt 168 mm nederbörd, och den torraste är juli, med 5 mm nederbörd.